# TXK
TXK (англ. TXK tyrosine kinase) – білок, який кодується однойменним геном, розташованим у людей на короткому плечі 4-ї хромосоми.  Довжина поліпептидного ланцюга білка становить 527 амінокислот, а молекулярна маса — 61 258.
| 10         |  | 20         |  | 30         |  | 40         |  | 50         |
| ---------- |  | ---------- |  | ---------- |  | ---------- |  | ---------- |
| MILSSYNTIQ |  | SVFCCCCCCS |  | VQKRQMRTQI |  | SLSTDEELPE |  | KYTQRRRPWL |
| SQLSNKKQSN |  | TGRVQPSKRK |  | PLPPLPPSEV |  | AEEKIQVKAL |  | YDFLPREPCN |
| LALRRAEEYL |  | ILEKYNPHWW |  | KARDRLGNEG |  | LIPSNYVTEN |  | KITNLEIYEW |
| YHRNITRNQA |  | EHLLRQESKE |  | GAFIVRDSRH |  | LGSYTISVFM |  | GARRSTEAAI |
| KHYQIKKNDS |  | GQWYVAERHA |  | FQSIPELIWY |  | HQHNAAGLMT |  | RLRYPVGLMG |
| SCLPATAGFS |  | YEKWEIDPSE |  | LAFIKEIGSG |  | QFGVVHLGEW |  | RSHIQVAIKA |
| INEGSMSEED |  | FIEEAKVMMK |  | LSHSKLVQLY |  | GVCIQRKPLY |  | IVTEFMENGC |
| LLNYLRENKG |  | KLRKEMLLSV |  | CQDICEGMEY |  | LERNGYIHRD |  | LAARNCLVSS |
| TCIVKISDFG |  | MTRYVLDDEY |  | VSSFGAKFPI |  | KWSPPEVFLF |  | NKYSSKSDVW |
| SFGVLMWEVF |  | TEGKMPFENK |  | SNLQVVEAIS |  | EGFRLYRPHL |  | APMSIYEVMY |
| SCWHEKPEGR |  | PTFAELLRAV |  | TEIAETW    |  |            |  |            |

A: Аланін

C: Цистеїн

D: Аспарагінова кислота

E: Глутамінова кислота

F: Фенілаланін

G: Гліцин

H: Гістидин

I: Ізолейцин

K: Лізин

L: Лейцин

M: Метіонін

N: Аспарагін

P: Пролін

Q: Глутамін

R: Аргінін

S: Серин

T: Треонін

V: Валін

W: Триптофан

Кодований геном білок за функціями належить до трансфераз, кіназ, тирозинових протеїнкіназ, фосфопротеїнів. 
Задіяний у таких біологічних процесах як адаптивний імунітет, імунітет, транскрипція, регуляція транскрипції, поліморфізм. 
Білок має сайт для зв'язування з АТФ, нуклеотидами, ДНК. 
Локалізований у клітинній мембрані, цитоплазмі, ядрі, мембрані.